# Campeonato Croata de Futebol de 1998–99
O Campeonato Croata de Futebol de 1998–99, também conhecido como 1.HNL, foi a principal divisão do futebol naquela temporada na Croácia.
O campeonato foi em duas partes. Na primeira, doze equipes se enfrentaram em turno e returno. Na segunda, os seis primeiros colocados se classificaram para o hexagonal do campeonato e competições europeias e os seis últimos jogaram um hexagonal de rebaixamento, no qual os dois últimos eram despromovidos à 2.HNL. Ambos os grupos também eram disputados em partidas de todos contra todos, com uma partida em casa e outra fora. O primeiro jogo da rodada inaugural aconteceu em 9 de agosto de 1998 e a última rodada da primeira fase, com todos os jogos ocorrendo simultaneamente, deu-se em 21 de maio de 1999. Os primeiros jogos de ambos hexagonais começaram em 18 de abril de 1999 e terminaram a 26 de maio de 1999.
O campeão foi o Croatia Zagreb. Este foi o último ano que o campeão jogou sob este nome. A partir da próxima temporada, a equipe voltou a se chamar Dinamo Zagreb, nome utilizado quando jogava na Iugoslávia. Foram rebaixados para a segunda divsão o Zadar e o Suhopolje.

## Resultados

### Classificação ao final da fase regular
| #   | Time                 | Jogos | Vitórias | Empates | Derrotas | GP-GC | Pontos |
| 1.  | Croatia Zagreb       | 22    | 17       | 2       | 3        | 44-14 | 53     |
| 2.  | Rijeka               | 22    | 17       | 1       | 4        | 35-18 | 52     |
| 3.  | Hajduk Split         | 22    | 12       | 6       | 4        | 38-17 | 42     |
| 4.  | Osijek               | 22    | 11       | 3       | 8        | 37-23 | 36     |
| 5.  | Varteks              | 22    | 8        | 4       | 10       | 37-34 | 28     |
| 6.  | Hrvatski Dragovoljac | 22    | 6        | 7       | 9        | 17-23 | 25     |
| 7.  | Šibenik              | 22    | 7        | 3       | 12       | 27-45 | 24     |
| 8.  | Cibalia              | 22    | 6        | 5       | 11       | 22-29 | 23     |
| 9.  | NK Zagreb            | 22    | 5        | 8       | 9        | 28-37 | 23     |
| 10. | Slaven Belupo        | 22    | 5        | 7       | 10       | 22-34 | 22     |
| 11. | NK Zadar             | 22    | 5        | 6       | 11       | 27-40 | 21     |
| 12. | Suhopolje            | 22    | 5        | 4       | 13       | 22-42 | 19     |

Legenda
| Classificados ao Grupo do Campeonato |
| Disputam o Grupo Rebaixamento        |

### Grupo do Campeonato
Nesta fase, os times tiveram seus pontos zerados. Porém, as equipes não começaram sem pontos: foi-lhes atribuído metade dos pontos que obtiveram na fase inicial. Caso a metade fosse um número quebrado, o próximo número inteiro seria computado.
| #  | Time                 | Jogos | Vitórias | Empates | Derrotas | GP-GC | Pontos |                                  |
| 1. | Croatia Zagreb       | 10    | 5        | 2       | 3        | 11-6  | 45     | Campeão                          |
| 2. | Rijeka               | 1o    | 5        | 3       | 2        | 18-15 | 44     | Classificado à Liga dos Campeões |
| 3. | Hajduk Split         | 10    | 5        | 3       | 2        | 24-15 | 39     | Classificado à Copa da UEFA      |
| 4. | Osijek               | 10    | 3        | 3       | 4        | 14-16 | 30     | Classificado à Copa da UEFA      |
| 5. | Hrvatski Dragovoljac | 10    | 3        | 1       | 6        | 15-21 | 23     | Classificado à Copa Intertoto    |
| 6. | Varteks              | 10    | 2        | 1       | 7        | 10-19 | 22     | Classificado à Copa Intertoto    |

- Dínamo Zagreb: +27 Pontos
- Rijeka: +26 Pontos
- Hajduk Split: +21 Pontos
- Osijek: +18 Pontos
- Varazdin: +15 Pontos
- Dragovoljac: +13 Pontos

### Grupo do Rebaixamento
Nesta fase, os times tiveram seus pontos zerados. Porém, as equipes não começaram sem pontos: foi-lhes atribuído metade dos pontos que obtiveram na fase inicial. Caso a metade fosse um número quebrado, o próximo número inteiro seria computado.
| #  | Time          | Jogos | Vitórias | Empates | Derrotas | GP-GC | Pontos |                    |
| 1. | Slaven Belupo | 10    | 5        | 3       | 2        | 15-7  | 29     |                    |
| 2. | Šibenik       | 10    | 5        | 2       | 3        | 21-14 | 29     |                    |
| 3. | Cibalia       | 10    | 4        | 2       | 4        | 12-15 | 26     |                    |
| 4. | NK Zagreb     | 10    | 4        | 1       | 5        | 19-16 | 25     |                    |
| 5. | NK Zadar      | 10    | 4        | 1       | 5        | 13-14 | 24     | Rebaixado à 2. HNL |
| 6. | Suhopolje     | 10    | 2        | 3       | 5        | 8-22  | 19     | Rebaixado à 2. HNL |

- Cibalia: +12 Pontos
- NK Zagreb: +12 Pontos
- Sibenik: +12 Pontos
- Slaven Belupo: +11 Pontos
- Zadar: +11 Pontos
- Suhopolje: +10 Pontos